# یخ در آتش (فیلم ۲۰۱۹)
یخ در آتش (انگلیسی: Ice on Fire) یک فیلم مستند در سال ۲۰۱۹ به کارگردانی لیلا کانرز است. در این فیلم رویداد بالقوه سطح انقراض ناشی از آزاد شدن متان قطب شمال و فناوریهای تازه توسعه یافته‌ای را که می‌تواند با جداسازی کربن از جو، گرمایش زمین را معکوس کند، بررسی می‌کند. این فیلم در ۲۲ مه ۲۰۱۹ با استقبال گسترده در جشنواره کن و در ۱۱ ژوئن ۲۰۱۹ در اچ‌بی‌او به نمایش درآمد.